# Коимбрский университет

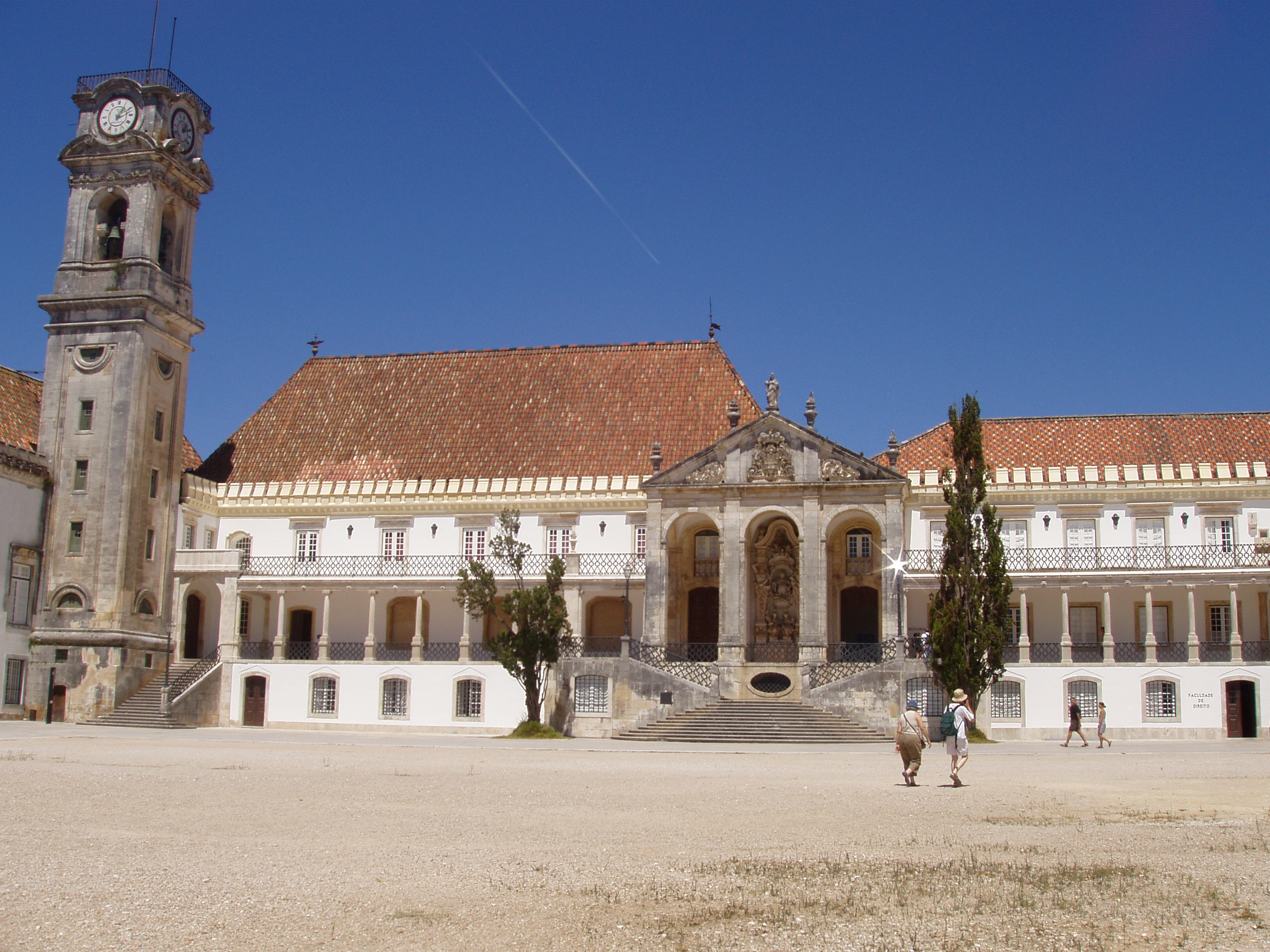
Двор Коимбрского университета

Кои́мбрский университет (порт. Universidade de Coimbra) — старейший университет в Португалии и один из старейших в Европе, основан в 1290 году декретом короля Диниша I Magna charta privilegiorum в Лиссабоне, позднее был перенесён в Коимбру, где располагается в настоящее время.
22 июня 2013 года университет был внесён в Список объектов Всемирного наследия ЮНЕСКО.
В университете обучается около 23 тысяч человек. 8 факультетов, 4 кампуса. Университет имеет одну из старейших и богатейших в Европе академических библиотек. Коимбрский университет также является одним из крупнейших культурных центров страны.
На официальных и праздничных мероприятиях студенты и преподаватели надевают особую университетскую форму: чёрные плащи, украшенные ленточками. Цвета лент означают факультет, а количество — год обучения. В середине мая, после экзаменов, студенты Коимбры сжигают свои ленточки, устраивая праздник.
Университет входит в ассоциацию университетов Европы Утрехтская сеть.
Его история идет от столетия после основания португальской нации, так как он был создан 1 марта 1290 года, когда король Динис I подписал в городе Лейрия документ Scientiae thesaurus mirabilis, в котором было указано о создании университета.
В его структуру входило восемь факультетов в соответствии с ведущими областями знаний, университет предлагает все академические степени в области архитектуры, образования, инженерии, гуманитарных наук, права, математики, медицины, естественных наук, психологии, социальных наук и спорта.
В университете Коимбры обучается около 25 000 студентов, что является одним из крупнейших международных студенческих сообществ в Португалии, и являющимся самым космополитическим университетом. Кроме того, он является одним из основателей так называемой группы Коимбра, сети европейских университетов, целью которой является академическое сотрудничество между членами группы. 22 июня 2013 был объявлен всемирным наследием по вопросам образования Организации Объединённых Наций, и науки и культуры организации (ЮНЕСКО).

## История
Университет, первоначально расположенный в районе нынешнего Ларго-ду-Карму, в Лиссабоне, был переведен в Коимбру в Paço Real da Alcáçova в 1308 году. Он вернулся в 1338 году в Лиссабон, где оставался до 1354 года, и вернулся в Коимбру. Он оставался в этом городе до 1377 года и вскоре снова вернулся в Лиссабон. Он оставался в Лиссабоне до 1537 года, когда он был окончательно перенесен в Коимбру по приказу короля Жуана III. 
Спустя семь лет все его колледжи были расположены в историческом районе Paço Real da Alcáçova. Он датируется 1597 г. с приобретением королём Филиппом I для Университета Коимбры города Пачу-да-Алькасова, который впоследствии был переименован в Paço das Escolas (исторический центр университета).
Университет получил свой первый устав в 1309 году под названием Charta magna priviliorum. Второй устав был принят во время правления короля Иоанна I в 1431 году, с положениями о посещаемости, экзаменах, оценках, обучении и даже об академической одежде. Уже в царствование Мануэля I в 1503 году университет получил третий устав, на этот раз с учётом ректора, дисциплин, зарплат магистров, академических испытаний и церемонии торжественного получения докторской степени.
Со времени правления короля Мануэля I все короли Португалии носили титул «Защитников» университета, которые могли назначать преподавателей и издавать уставы.
Башня Университета Коимбры, высотой 33,5 метра, является традиционной эмблемой Коимбры. Строительство началось в 1728 году и было завершено в 1733 году. В верхней части часов открывается смотровая площадка, с которой можно наслаждаться великолепной панорамой города и долины Мондего. В этой башне находится, среди прочих колоколов, знаменитая «коза», которая отмечала часы пробуждения и сбора студентов.
В царствование Жозе I университет претерпел глубокие изменения, стало уделяться больше внимания естественным наукам и точным наукам.
В 1836 году канонический и юридический факультеты объединились в юридический факультет, который внес значительный вклад в создание нового либерального правового аппарата.
В 1911 году университет получил новые положения о создании определённой административной и финансовой автономии, а также создал систему стипендий для увеличения числа студентов в высших учебных заведениях.
Также был создан факультет букв, который унаследовал возможности ныне несуществующего богословского факультета, а факультет математики и философии (созданный в результате Помбалинской Реформации) был преобразован в факультет наук.
10 августа 1940 года он получил Большой Крест Военного ордена Сант-Яго-да-Эспада времен Салазара, который был его профессором.
Но самое большое изменение в недавней истории университета происходит с 1942 года, когда большая часть жилого района Альта-де-Коимбра была снесена, чтобы освободить место для монументального комплекса современного университета, до сих пор размещавшегося в бывшем королевском дворце Эта важная работа архитекторов Коттинелли Тельмо и Луиса Кристино да Силвы будет завершена в 1969 году.
С 25 апреля 1974 года начинается новый период португальской и университетской жизни, который претерпел несколько реформ, сопровождавших новую демократическую политику. В 1989 году были опубликованы законы, которые в настоящее время ещё в силе.
За более чем семисотлетний период существования Университет, который в настоящее время является эталонным институтом, вырос, сначала по всей Альта-де-Коимбра, а затем по всему городу, и в настоящее время связан с развитием науки и техники и распространению португальской культуры в мире.
Продолжая сохранять репутацию в течение всего времени, качество преподавания в университете Коимбры, как правило, не вызывает сомнений при сравнении с мировыми заведениями высшего образования. Например, что касается, юридического факультета (DDF), следует отметить отчет о внешней оценке португальских юридических факультетов, где DDF занимает первое место с точки зрения преподавания права, опережая остальные колледжи в стране. Все 8 колледжей имеют курсы и отделы, которые, как правило, считаются лучшими на национальном уровне, а в некоторых случаях на международном уровне.
В издании Шанхайского рейтинга 2017 года это учреждение находилось в диапазоне [401-500], являясь четвёртым по рейтингу португальским университетом после Лиссабонского университета, Университета Порту и Университета Авейру.

## Известные люди, учившиеся или преподававшие в Коимбрском университете
- Аншиета, Жозе ди — писатель, иезуитский миссионер испанец, Апостол Бразилии (XVI в.)
- Грегориу де Матус — бразильский поэт и писатель
- Арруда да Камара, Мануэл — бразильский биолог XVIII в.
- Бьюкенен, Джордж — шотландский историк и гуманист XVI в.
- Диаш, Жорже — крупнейший португальский этнолог и антрополог
- Кардозу да Силва Паиш, Сидониу Бернардину (Сидониу Пайш) — премьер-министр и президент Португалии в 1917—1918 г.г.
- Лобу, Франсишку Родригеш — португальский поэт и писатель.
- Монтейру, Карвалью — португальский миллионер
- Мота Пинту, Карлуш — премьер-министр Португалии в 1978—1979 г.г.
- Нобре, Антониу (1867—1900) — поэт-символист.
- Нунеш, Педру — математик XVI в.
- Салазар, Антониу ди — премьер-министр и фактически диктатор Португалии в 1932—1968 г.г.
- Соуза Гольштейн де Палмела, Педро де — премьер-министр Португалии в 1834—1835, 1842 и 1846 г.г.
- Омем, Антониу — профессор канонического права; казнён инквизицией.
- Чипенда, Даниэл — ангольский политик.
- Эгаш Муниш, Антониу — врач, лауреат Нобелевской премии (1949)
- Инасио Аччиоли де Серквейра-э-Сильва – видный бразильский историк.
- Жозе Феррейра Боржиш – политик, экономист.

Членом Коимбрской Академии наук был французский математик Луи-Бенжамен Франкёр.